# 滝の湯温泉
滝の湯温泉（たきのゆおんせん）は、北海道北見市留辺蘂町滝の湯にある温泉。
同じ旧・留辺蘂町内の温根湯温泉よりも石北峠側、塩別温泉よりも国道39号側に位置する。

## 泉質
- 単純硫黄泉（アルカリ性低張性高温泉）
  - 源泉温度 44.1℃、pH 9.64（アルカリ性）

## 温泉街
閉業した旅館をリニューアルした温泉宿泊施設「一羽のすずめ」（日帰り入浴可）と、日帰り入浴施設「滝の湯センター 夢風泉（ゆめふうせん）」（24時間営業。かつては宿泊施設も兼ねていた）がある。ともに源泉掛け流し。夢風泉では2021年5月から温泉水に人工海水を混ぜて、温泉トラフグの養殖に取り組んでいる。
付近一帯は「滝の湯ふれあいの里」として公園整備され、無料足湯施設や無料パークゴルフ場などがある。

## アクセス
- 鉄道 : 石北本線留辺蘂駅から車で30分程度。または留辺蘂自治区内スクールバス「みらい」号（一般利用可、平日のみ）「滝湯温泉」下車（留辺蘂駅から北海道北見バスで道の駅おんねゆ温泉到着後に乗り換え。所要時間は乗り換え時間を含めず約40分）
- 車 : 国道39号線沿い。